# Hypobleta orientalis
Hypobleta orientalis là một loài bướm đêm trong họ Noctuidae.